# Arthur Haynes
Arthur Haynes (19 de mayo de 1914 – 19 de noviembre de 1966) fue un comediante británico y estrella del programa The Arthur Haynes Show, una producción de humor de la Associated Television, emitida desde 1957 hasta el fallecimiento del artista. El personaje más popular de Haynes fue un vagabundo — creado por el guionista Johnny Speight, también escritor del icónico show televisivo de la BBC Till Death Us Do Part. 

## Primeros años
Nacido en Londres, Inglaterra,
Arthur Haynes era el único hijo de un panadero de Fulham (suroeste de Londres). Empezó trabajando en oficios muy diversos, como pintor, fontanero y carpintero de obra hasta el inicio de la Segunda Guerra Mundial. Mientras servía en los Royal Engineers durante la contienda, se dedicó al entretenimiento de las tropas.
Actuó junto a Charlie Chester en "Stars in Battledress". Siguió trabajando con Chester tras la guerra en la serie radiofónica de la BBC Stand Easy (1946-49). Ambos actuaron como dúo cómico, escribiendo Chester los guiones. El 21 de febrero de 1956 Haynes actuó en la primera edición del show de variedades de ATV Strike a New Note. Tras participar también en el posterior programa de variedades Get Happy (escrito por Dick Barry, Johnny Speight y John Antrobus), obtuvo un programa propio en 1957.

## Televisión
Sus programas televisivos, emitidos en la Independent Television (ITV), convirtieron a Haynes en el comediante más popular del Reino Unido. A lo largo de quince temporadas participó en 95 programas de treinta minutos y 62 de treinta y cinco minutos. En 1963 y en 1964 Haynes trabajó con Dermot Kelly, que interpretaba a otro vagabundo. A veces Patricia Hayes se unía a ellos en el papel de otra vagabunda. 
En los shows también había invitados musicales, tales como The Springfields en 1963, Kenny Ball and his Jazzmen en 1964, y Joe Brown y los Bruvvers y The Dave Clark Five en 1965. 
Haynes recibió el premio de Variety Club como Personalidad ITV de 1961, y actuó en la Royal Variety Performance del mismo año. Los programas también hicieron de Nicholas Parsons una estrella, aunque de menor fama. Otro gran actor que hizo una de sus primeras actuaciones en el show fue Michael Caine en 1962. Haynes tenía buena voz para el canto, la cual usaba raramente en TV, y en 1960 interpretó un sketch titulado The Haynes brothers, en el cual él y Dickie Valentine cantaban juntos.

## Radio
The Arthur Haynes Show fue también un éxito en BBC Radio, grabado en directo ante el público. Se mantuvo cuatro temporadas, entre 1962 y 1965. También grabó Arthur Again. Ambas series siguieron guiones de Johnny Speight.

## Cine
En 1965 Haynes intervino en la película de Rock Hudson y Gina Lollobrigida Strange Bedfellows. También trabajó para el cine en 1966, en el film británico Doctor in Clover. Sin embargo, su potencial carrera cinematográfica se vio truncada por su muerte súbita, ocurrida a causa de un infarto agudo de miocardio en Ealing, Londres, en 1966. Fue enterrado en el Cementerio Mortlake de Londres.